# Amy Jacques Garvey
Amy Euphemia Jacques Garvey (Kingston, 31 dicembre 1895 – Kingston, 25 luglio 1973) è stata una giornalista e editrice giamaicana.
È stata una pioniera tra le donne di colore nel mondo del giornalismo e dell'editoria nel XX secolo. 

## Biografia
Arrivò a New York nel 1917 e ben presto entrò a far parte della redazione del giornale Negro World di Harlem, a partire dalla prima pubblicazione, nell'agosto del 1918. Divenne poi la seconda moglie dell'editore di Negro World, il Pan-africanista e presidente generale dell'UNIA-ACL Marcus Garvey. Si sposarono il 27 luglio 1922 ed ebbero due figli, Marcus Jr. e Julius. Durante la sua permanenza alla redazione di Negro World, dal 1924 al 1927, Amy Jacques Garvey creò la rubrica intitolata "Our Women and What They Think".
Amy Jacques curò la pubblicazione, durante gli anni venti, di entrambi i volumi di Philosophy & Opinions of Marcus Garvey. Dopo la morte del marito, avvenuta nel 1940, diventò coeditrice di African, un giornale pubblicato ad Harlem negli anni quaranta. Anche dopo la morte di Garvey, Amy Jacques continuò a restare fedele alla causa della liberazione africana sostenuta dal marito, continuando a scrivere innumerevoli articoli e lettere.
Nel novembre 1963 Amy Jacques Garvey visitò la Nigeria come ospite del Dr. Nnamdi Azikiwe, a cui era stato attribuito l'incarico di governatore del paese. Pubblicò un libro, Garvey and Garveyism, ed un altro volumetto , Black Power in America: The Power of the Human Spirit nel 1968. La sua ultima opera è stata Philosophy and Opinions of Marcus Garvey volume III, scritto insieme a E.U. Essien-Udom.
Amy Jacques Garvey morì il 25 luglio 1973 nella sua città natale, Kingston.